# Cecilia Brinck
Anna Cecilia Brinck (16 de abril de 1962) es una periodista y política sueca.

Cecilia Brinck estudió en la Universidad de Lund, donde estudió derecho, inglés y teología. 
También ha estudiado antropología social en la Universidad de Estocolmo. Fue presidenta de La Asociación de Estudiantes en Lund en 1987. Brinck ha trabajado como investigadora y editora de publicaciones para el laboratorio de ideas Timbro.
Es la actual intendenta de la ciudad de Estocolmo.
Fue galardonada con al orden Caballero de la Legión de Honor de Francia.